# Troglohyphantes ruffoi
Troglohyphantes ruffoi là một loài nhện trong họ Linyphiidae.
Loài này thuộc chi Troglohyphantes. Troglohyphantes ruffoi được Lodovico di Caporiacco miêu tả năm 1936.